# Furious George
Furious George è un album di cover del chitarrista statunitense George Lynch, pubblicato nel giugno del 2004 dalla Shrapnel Records.
Si tratta di un omaggio agli artisti che hanno ispirato il chitarrista nell'adolescenza e di un tributo alle loro canzoni.

## Tracce
1. Space Station #5 (cover dei Montrose) – 5:51
2. Sin's a Good Man's Brother (cover deiGrand Funk Railroad) – 4:46
3. All Along the Watchtower (cover di Bob Dylan) – 5:14
4. Stormbringer (cover dei Deep Purple) – 4:11
5. I Want You (She's So Heavy) (cover dei The Beatles) – 8:02
6. Blood of the Sun (cover dei Mississippi Queen) – 3:36
7. Bridge Of Sighs (cover di Robin Trower) – 5:17
8. Precious and Grace (cover degli ZZ Top) – 3:57
9. I Ain't Superstitious (cover di Jeff Beck) – 5:01
10. One Way... or Another (cover dei Cactus) – 4:53
11. You Shook Me (cover dei Led Zeppelin) – 6:10
12. Dancing Madly Backwards (cover dei Captain Beyond) – 4:16

## Formazione
- Kelly Keeling – voce, tastiera
- George Lynch – chitarra
- Kevin Curry – chitarra
- Jeff Martin – basso
- Gunter Nezhoda – batteria
- Mark Robertson – organo Hammond